# Hajrocka
Hajrocka (Rhinobatos albomaculatus) är en rockeart som beskrevs av Norman 1930. Hajrocka ingår i släktet gitarrfiskar, och familjen Rhinobatidae. Inga underarter finns listade i Catalogue of Life.
Arten förekommer i östra Atlanten nära kusten från Mauretanien till Angola. Den dyker till ett djup av 135 meter. Individerna blir upp till 80 cm långa. Könsmognaden infaller för honor vid en längd av 52 cm och för hannar vid 46 cm. Honor lägger inga ägg utan föder 2 eller 3 levande ungar som är cirka 15 cm långa vid födelsen. Den nära besläktade arten Rhinobatos rhinobatos lever med maximal 24 år lite längre än hajrockan.
Hajrocka fiskas intensiv. Arten blev mycket sällsynt. IUCN kategoriserar arten globalt som akut hotad.